# Milton S. Hershey
Milton Snavely Hershey (Derry Township, 13 settembre 1857 – Hershey, 13 ottobre 1945) è stato un imprenditore e filantropo statunitense di origini svizzere e tedesche, fondatore della Hershey Company.
Dopo essersi formato nel settore dolciario, Hershey fu il pioniere della produzione di caramello realizzato con latte fresco. Lungo la fine dell'Ottocento, egli fondò la Lancaster Caramel Company, specializzata in esportazioni all'ingrosso di dolci su larga scala.  
Accortosi del potenziale commerciale del cioccolato al latte, che all'epoca era un bene di lusso, egli inaugurò la Hershey Company, specializzata nella vendita di barrette di cioccolato. Grazie al grandissimo successo dei suoi prodotti, l'imprenditore fu in grado di fondare la città aziendale di Hershey, che riflette l'attenzione che egli aveva nei confronti del benessere lavorativo dei suoi dipendenti. L'imprenditore fece anche fondare un collegio privato inizialmente destinato a orfani locali, ma che oggi ospita 2000 studenti. Durante la seconda guerra mondiale, la compagnia inventò una speciale barretta di cioccolato che non poteva sciogliersi per i soldati americani che prestavano servizio all'estero.

## Biografia

### Primi anni di vita
Milton Hershey nacque il 13 settembre 1857 da Henry e Veronica "Fanny" Snavely Hershey, entrambi di origini svizzere e tedesche e appartenenti alla comunità mennonita della Pennsylvania, e crebbe parlando la lingua dei Pennsylvania Dutch.
Come molti giovani contadini dell'epoca, Milton avrebbe dovuto dare una mano nella fattoria di famiglia e imparò presto il valore del duro lavoro e della perseveranza. Suo padre Henry tendeva ad allontanarsi dalla famiglia e a lasciare da soli la moglie e il figlio per lunghi periodi. Per questo motivo, il futuro magnate ebbe un'istruzione molto limitata e interruppe gli studi in quarta elementare.
Nel 1871, Milton lasciò definitivamente la scuola e fu apprendista presso un tipografo locale di nome Sam Ernst, che pubblicò un giornale in lingua tedesca e inglese. Milton asserì che quel lavoro non gli piacesse e lo reputava molto noioso. Dopo aver accidentalmente fatto cadere il suo cappello in una delle macchine, fu licenziato poco tempo dopo. Henry chiese a Ernst di riassumerlo e quest'ultimo decise di dare a Milton una seconda possibilità, ma sua madre e la zia Mattie Snavely vollero che si specializzasse nella produzione di caramelle. Quindi, grazie a sia madre, il quattordicenne Hershey divenne apprendista presso un pasticcere di nome Joseph Royer a Lancaster (Pennsylvania). Nel corso dei successivi quattro anni, Hershey apprese l'arte della creazione di dolci. Nel 1876 si trasferì a Filadelfia per iniziare la sua prima attività dolciaria.
Più tardi, Milton si recò a Denver e, dopo aver trovato un impiego presso un pasticcere locale, imparò a preparare caramelle a base di latte fresco. Si trasferì quindi a New Orleans e Chicago in cerca di fortuna prima di stabilirsi a New York nel 1883 e proseguire la sua formazione presso la catena Huyler's fino al 1886.

### La Lancaster Caramel Company
Dopo essere tornato a Lancaster nel 1883, Hershey prese in prestito denaro dalla banca per aprire la Lancaster Caramel Company, una compagnia dolciaria di successo che, a partire nell'ultimo decennio dell'Ottocento, poteva contare sulla presenza di oltre 1.300 lavoratori divisi in due fabbriche. Durante questa fase della sua carriera, Hershey adottò la ricetta per fare il caramello che aveva appreso durante i suoi viaggi e la rivisitò per inventare dolcetti caramellati che vendeva all'ingrosso per ottenere maggiori profitti. Un uomo britannico in visita a Lancaster comprò molti prodotti e fece importare nella sua nazione molte caramelle di quell'azienda. Grazie a ciò, Hershey fu in grado di ripagare i suoi debiti e la Lancaster Caramel Company di acquisire nuove materie prime e attrezzature.

### La Hershey Company

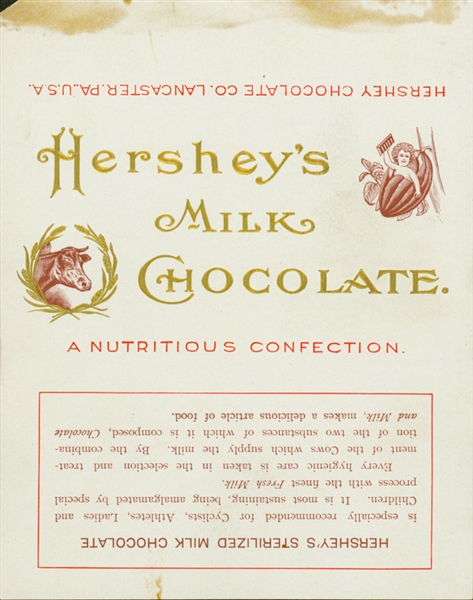
Incarto delle barrette di cioccolato al latte Hershey prodotte fra il 1900 e il 1903

Hershey decise di rivolgere la sua attenzione al cioccolato dopo aver visitato la Fiera Colombiana di Chicago. Dopo una lunga riflessione, decise di vendere la Lancaster Caramel Company per un milione di dollari e avviare, nel 1900, la Hershey Chocolate Company, il cui cioccolato al latte contribuì a renderla una delle maggiori realtà dolciarie negli USA.
Inizialmente, Hershey acquisì dei terreni agricoli a circa 50 km a nord-ovest di Lancaster, vicino alla natale Derry Township, dove poteva reperire grandi scorte di latte fresco necessarie per perfezionare e produrre i suoi dolci. Dopo aver lanciato sul mercato le celebri Hershey Bar nel 1900, l'imprenditore avviò, il 2 marzo 1903, la costruzione di un impianto industriale che produceva cioccolato in serie utilizzando le più moderne tecniche di produzione e che fu completato due anni più tardi. Nel 1907, la Hershey Company lanciò sul mercato gli Hershey's Kisses mentre, l'anno successivo, inventò le barrette al cioccolato alle mandorle. Hershey avrebbe intanto continuato a sperimentare e perfezionare il processo di produzione dei suoi dolci al latte usando le tecniche che aveva appreso durante un soggiorno a Drexel Hill per aggiungere latticini durante il processo di fabbricazione del caramello.

### Il mancato viaggio sul Titanic
Nel 1912, Milton e sua moglie Kitty Hershey avrebbero dovuto prendere parte alla sfortunatissima crociera del transatlantico di lusso RMS Titanic, ma annullarono le loro prenotazioni all'ultimo minuto a causa di questioni commerciali che richiedevano l'attenzione di Hershey. L'annullamento del viaggio è stata più volte attribuita a Kitty, che si sarebbe ammalata prima di iniziare il viaggio. Tuttavia, ciò è molto improbabile dal momento che la stessa aveva problemi di salute da diversi anni. In seguito, Hershey e la sua compagna decisero di viaggiare alla volta di New York sul transatlantico tedesco Uss America. L'Hershey Story (un tempo Hershey Museum) espone una copia dell'assegno che Milton Hershey scrisse alla White Star Line a titolo di caparra per una cabina di prima classe sul Titanic.

### Filantropia

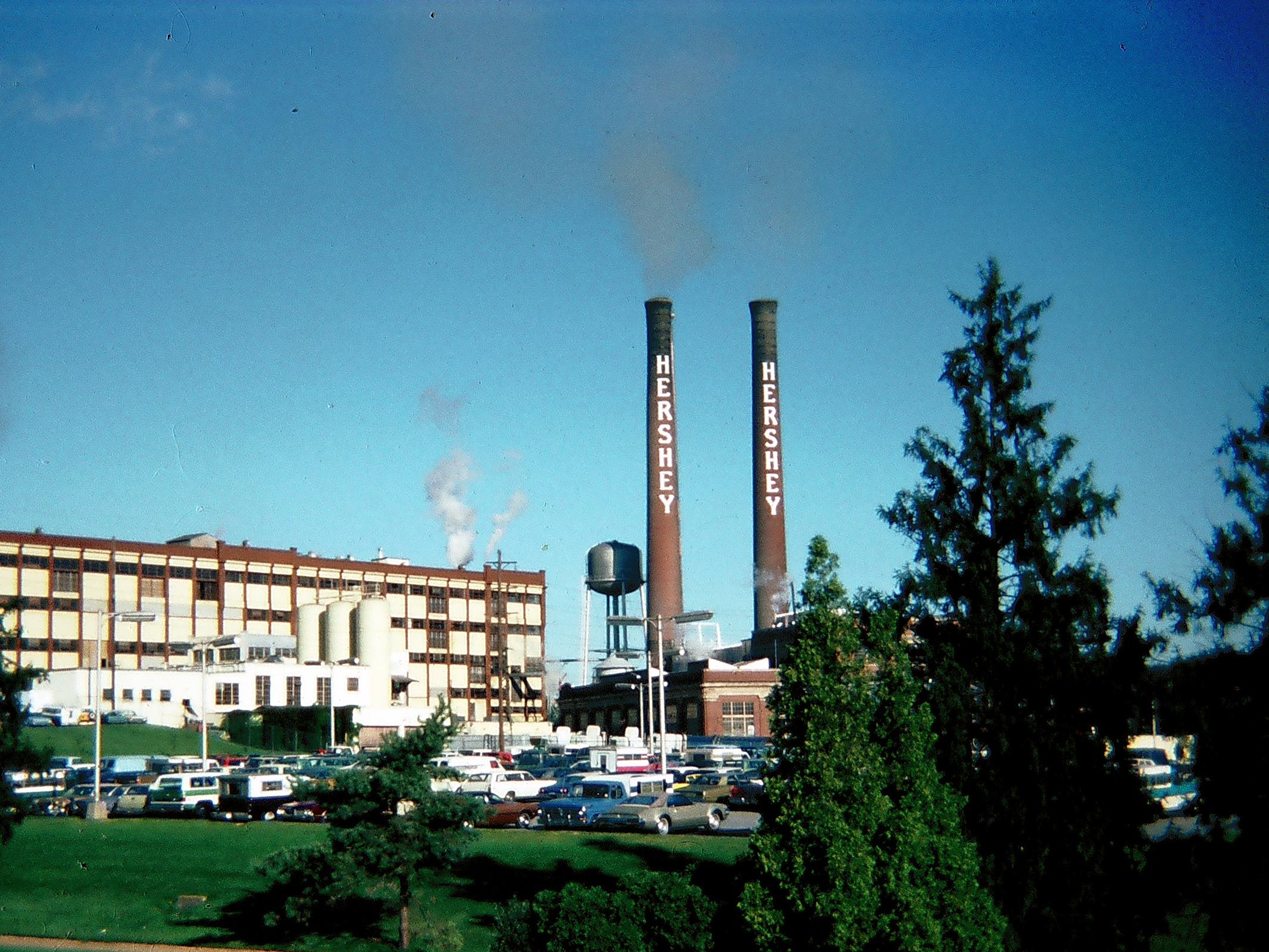
La Hershey Company (1976)

Nel mentre, Hershey fece costruire la sua città intorno allo stabilimento e, dal momento che egli e sua moglie non potevano avere figli, decisero di dedicarsi alla filantropia istituendo la Hershey Industrial School con un atto di proprietà nel 1909.
Nel 1918 trasferì la maggior parte dei suoi beni, incluso il controllo dell'azienda, al fondo fiduciario della Milton Hershey School a beneficio dell'Industrial School. Il fondo dispone ancora oggi della maggior parte delle azioni con diritto di voto nella società Hershey, il che consente ad esso di mantenere il controllo della società. Nel 1951, la scuola fu ribattezzata Milton Hershey School. Il Milton Hershey School Trust detiene anche il pieno controllo della Hershey Entertainment and Resorts Company, proprietaria dell'Hotel Hershey, dell'Hersheypark e di altri beni immobili. 
Hershey costruì il cimitero Hershey su Laudermich Road a Hershey, in Pennsylvania. Il 31 luglio 1923, fece trasferire quei terreni in un altro cimitero per 100 dollari.
Nel 1935, Hershey fondò la MS Hershey Foundation, una fondazione di beneficenza privata che offre opportunità educative e culturali ai residenti di Hershey. La fondazione fornisce finanziamenti per l'Hershey Museum, gli Hershey Gardens, l'Hershey Theatre e gli Archivi della comunità Hershey.
Il magnate era molto orgoglioso di come si stavano sviluppando i servizi di sua proprietà, i suoi servizi educativi, la città e i suoi affari. Egli tentò di garantire quanto possibile il benessere dei suoi lavoratori e dichiarava di privilegiarli rispetto ai profitti aziendali. Milton Hershey tentò di fondare una vera e propria comunità che potesse sostenere e nutrire i suoi lavoratori.

### Seconda guerra mondiale
Durante la seconda guerra mondiale, la Hershey Company fornì le forze armate statunitensi di barrette di cioccolata tascabile che prendevano il nome di "Ration D Bar" e "Tropical Chocolate Bar". La "Ration D Bar" aveva requisiti molto specifici: doveva infatti pesare 1 o 2 once (28 o 57 g), resistere allo scioglimento a temperature molto elevate e doveva avere un sapore abbastanza sgradevole da impedire alle truppe di diventarne dipendenti. Dopo un anno o due, l'esercito fu abbastanza impressionato dalla durabilità del Ration D Bar, e decise di commissionare alla Hershey la fabbricazione delle "Tropical Chocolate Bar" che, pur essendo finalizzate a perdurare a lungo, avevano un sapore più gradevole e potevano resistere ai climi tropicali. Si stima che, tra il 1940 e il 1945, la Hershey avesse prodotto oltre tre miliardi di barrette di cioccolato "Ration D" e "Tropical" per i soldati.
Nel 1939, lo stabilimento di Hershey era in grado di produrre 100.000 barrette di razione al giorno. Alla fine della seconda guerra mondiale, l'intero impianto di Hershey produceva 24 milioni di barrette di razione a settimana. Per il suo servizio durante la seconda guerra mondiale, la Hershey Chocolate Company ricevette cinque "E" Production Awards da parte della Marina militare per aver superato le aspettative di qualità e quantità nella produzione delle "Ration D" e delle "Tropical". L'officina meccanica della fabbrica di Hershey realizzò anche alcuni pezzi per i serbatoi e le macchine da guerra.

### La morte
Hershey morì di polmonite nell'Hershey Hospital il 13 ottobre 1945 all'età di 88 anni. Egli è sepolto nel cimitero di Hershey. La Hershey Company avrebbe proseguito la sua attività filantropica anche dopo la morte del tycoon, inaugurando il Penn State Milton S. Hershey Medical Center e finanziando gli honors program dell'Elizabethtown College.

## Vita privata

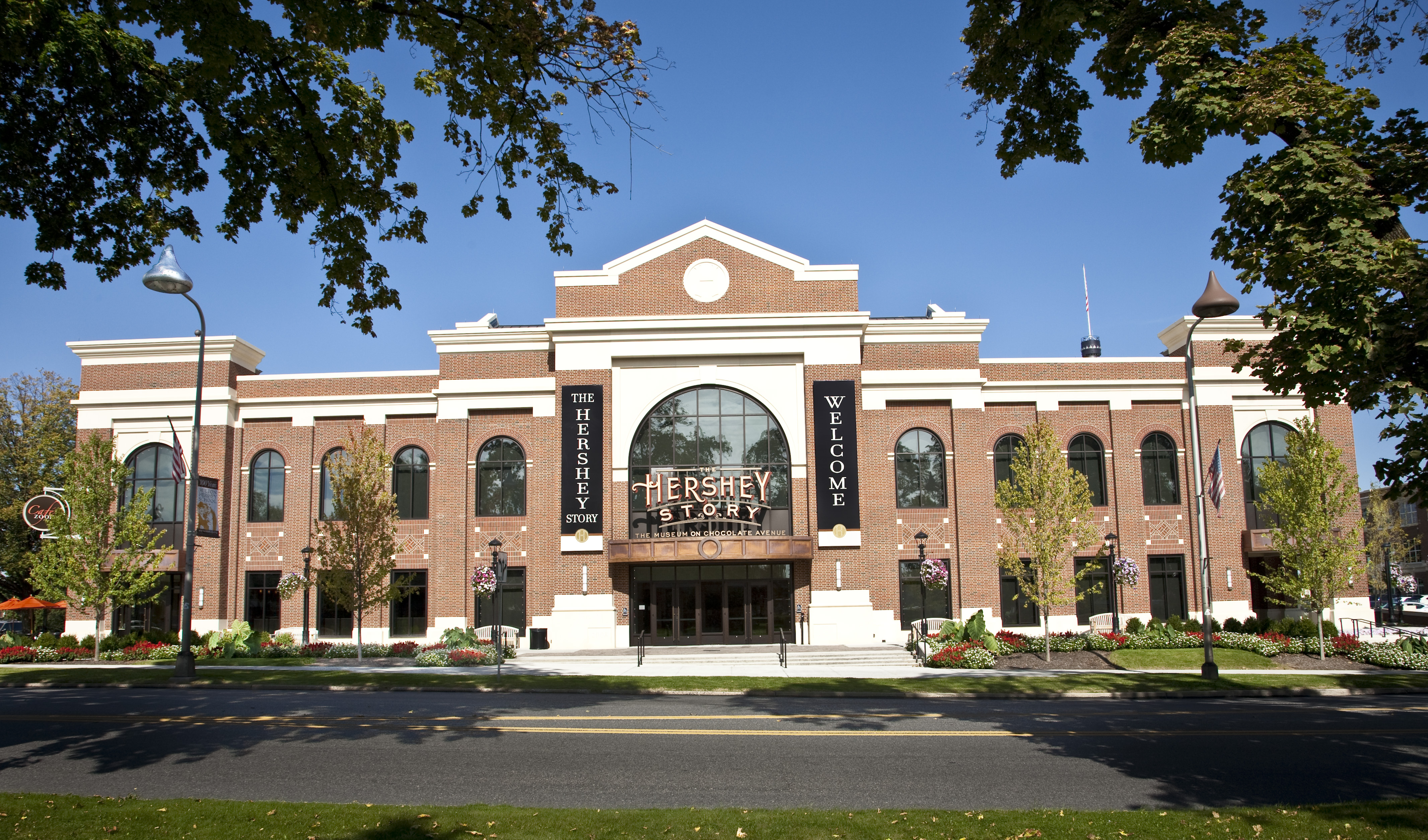
The Hershey Story (originariamente The Hershey Museum)

Milton era fratello di Sarena, nata nell'aprile 1862 a Derry Township, nella contea di Dauphin, in Pennsylvania, e morta a soli quattro anni.
Il 25 maggio 1898, Hershey sposò Catherine Elizabeth "Kitty" Sweeney (1872), una cattolica di origini irlandesi di Jamestown (New York). Hershey e sua moglie Catherine non avevano figli. Il 25 marzo 1915 Catherine morì di una malattia sconosciuta. Nel 1919, Hershey trasferì il corpo di sua moglie da Filadelfia al cimitero di Hershey.
Nel marzo 1920, la madre di Hershey, Fanny Hershey, morì e fu sepolta nel cimitero di Hershey. Alla fine del 1930, anche il corpo del padre di Milton Hershey fu trasferito lì.